# Tatjana Remškar
Tatjana Remškar (poročena Lipušček), slovenska baletnica, * 20. januar 1926, Ljubljana, Slovenija, † 29. oktober 1991, Ljubljana.
Baleta se je učila pri Petru Golovinu, leta 1944 je postala članica zbora ljubljanske Opere, kjer je delovala do upokojitve leta 1968. Tu je postala primabalerina; bila je predvsem plesalka liričnega značaja.
Leta 1967 je za svoje delo prejela nagrado Prešernovega sklada, leta 1977 pa še Prešernovo nagrado.